# Dingolfing-Landau járás
Dingolfing-Landau járás egy járás Bajorországban. Dingolfing-Landau járás Rottal-Inn, Landshut, Straubing-Bogen és Deggendorf járásokkal határos. Lakosainak száma 75 517 fő (1987. május 25.).

## A települései
| rechts | Városok 1. Dingolfing (20.003) 2. Landau a.d.Isar (13.698) Mezővárosok 1. Eichendorf (6581) 2. Frontenhausen (4678) 3. Pilsting (6793) 4. Reisbach (7831) 5. Simbach (4071) 6. Wallersdorf (7175) Községek 1. Gottfrieding (2125) 2. Loiching (3657) 3. Mamming (3292) 4. Marklkofen (3720) 5. Mengkofen (6036) 6. Moosthenning (4933) 7. Niederviehbach (2651) (fő 2020-ban) Adminisztratív együttműködések (Verwaltungsgemeinschaften) 1. Mamming (Gottfrieding és Mamming) |

## Népesség
A járás népessége az elmúlt években az alábbi módon változott:
| Lakosok száma | 40 921 | 70 939 | 72 026 | 73 612 | 76 096 | 84 725 | 90 562 | 91 644 | 93 450 | 99 656 |
|               | 1840   | 1961   | 1976   | 1982   | 1988   | 1994   | 2000   | 2006   | 2014   | 2022   |